# Pleurothallis adrianae
Pleurothallis adrianae är en orkidéart som beskrevs av Carlyle August Luer och Sijm. Pleurothallis adrianae ingår i släktet Pleurothallis och familjen orkidéer.
Artens utbredningsområde är Ecuador. Inga underarter finns listade i Catalogue of Life.